# Никола Текелиев
Никола Митов Текелиев е български учител и революционер, деец на Вътрешната македоно-одринска революционна организация.

## Биография
Никола е най-голямото от четирите деца на Мито и Стойна Текелиеви. Още като ученик остава сирак, когато баща му е убит от разбойници недалеч от Дойран. На изпитите при завършване на трети прогимназиален клас се представя толкова добре, че каймакаминът, впечатлен, предлага да му отпусне държавна стипендия, за да продължи образованието си в Солун или Цариград. Майка му, нуждаеща се от помощ, не се съгласява и той остава у дома. След някоя година, по съвет на свой бивш учител, подава молба и е приет за учител в едно кукушко село. Същевременно записва и курсове в Солун, за да повиши образованието си.
Сгодява се за Вера Хаджитошева (? - 1964). В бурните времена на борбата за национално освобождение обаче минават цели пет години, докато успеят да направят сватба, като междувременно Никола често престоява в дойранския кауш или в солунското Еди куле.
След атентана в Дойран през август 1912 година, извършен от Борис Демирджиев (брат на снахата на Никола, Магда) Текелиев заедно с други българи, подозирани във връзка с комитета са изпратени под строг конвой в Солун и затворени в Еди куле. Текелиев е отделен и окован във вериги. След няколко дни обаче са освободени.
След избухването на Балканската война през септември властите отново арестуват съмнителните. Никола Текелиев е арестуван в училището в село Николич, където преподава. Полицаите решават да го убият по пътя, но е спасен от едно заптие – бивш негов ученик. Арестуваните са отведени в Кукуш, а оттам в Солун, навързани по двама, по трима с вериги. Никола е вързан с попа на село Сурлево. По пътя от охраната са убити няколко души, включително и попа. На Никола се налага да влачи мъртвото тяло с километри, за да не го сполети същата съдба. Накрая един чаушин, който познава Никола решава проблема с един удар на ятагана. Еди-куле е претъпкан. Остават там докато фронта наближава Солун. Един ден прочитат десет имена, между които и това на Никола. Затворниците са изправени пред валията на Солун Али Ферид паша. Той им казва:
„Избрах ви от всички краища на Македония. Смятам, че сте разумни, влиятелни и почитани хора по вашите места. Петстотин години владяхме Македония. Сега, по волята на Аллаха трябва да я напуснем. Утре ще бъдете освободени и всеки ще може да се завърне у дома. Тези от турците, които са вършели злодеяния, ще заминат с нашата войска. Ще останат мирните люде. Моята молба е да не позволите вашите сънародници да им напакостят, защото лошото – лошо носи.“
На следния ден затворниците са освободени и Никола се завръща в Дойран. Там вече е установена българска власт. Скоро е назначен за администратор. Един ден го повикват да слезе долу. Там група въоръжени мъже водят Шефкет бег – заможен турчин, който не заминал с войската, понеже се отнасял добре с българите и не очаквал да има проблеми. Намерили се обаче хора, които неколкократно да ограбят дома му и дори да посегнат на харема, а сега се готвят да го убият. Никола се застъпва за него и издейства от началника на гарнизона охрана за семейството до момента, когато бегът успява да замине за Турция.
По време на Междусъюзническата война семейство Текелиеви – майка му, жена му с две малки деца, бебе и бременна – емигрира в София. Никола започва работа като трамваен кондуктор. Живеят в мизерия, както хиляди други бежанци. След около две години среща свой познат офицер, който му предлага място на писар в Гюмюрджина и семейството заминава за Беломорска Тракия.
След загубата на Първата световна война, България губи Западна Тракия и Никола Текелиев е принуден да напусне Гюмюрджина. Установява се близо до новата граница – в Кърджали, заедно с брат си Илия. Работи като търговец на тютюн в сътрудничество с фирма „Никотея“. По време на Септемврийското въстание и атентата в „Света Неделя“ двамата братя имат връзки с нелегални, а Илия Текелиев е арестуван през 1925 година.
През 1930 година Никола Текелиев се разболява тежко и след лечение в Кърджали и Хасково, умира в болница в София.